# Alexander Beresford Hope
Pour les articles homonymes, voir Alexander Hope, Hope et Beresford.
Alexander James Beresford Hope puis Beresford Hope, né le 25 janvier 1820 à Londres et mort le 20 octobre 1887 à Bedgebury Park (Kent), est un homme politique et écrivain britannique.

## Biographie

### Famille

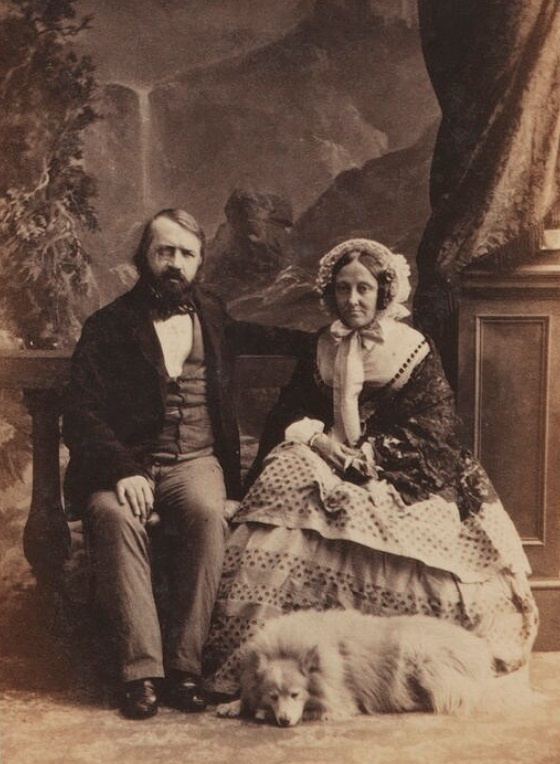
Beresford Hope et son épouse (Silvy, 1860).

Alexander James Beresford Hope est né à Londres le 25 janvier 1880. Sa mère, Louisa Beresford, est la fille de William Beresford, archevêque anglican de Tuam et 1er baron Decies. Son père est le collectionneur Thomas Hope, héritier d'une famille d'origine écossaise qui a fait fortune aux Pays-Bas avec la maison de banque Hope and Company. Alexander Hope est le frère cadet d'Henry Thomas Hope et d'Adrian John Hope (d).
Mineur lors de la mort de son père (1831) puis du mariage de sa mère avec le vicomte William Carr Beresford (1832), Alexander hérite de ce dernier les propriétés de Bedgebury Park (près de Goudhurst, Kent) et de Beresford Hall (Staffordshire) en 1854. Il ajoute alors le patronyme de son beau-père au sien.
Le 7 juillet 1842, Alexander Hope a épousé Mildred Cecil (1822-1881), fille aînée du marquis de Salisbury et sœur de Robert Arthur Talbot Gascoyne-Cecil, futur Premier ministre.

### Formation et carrière politique
Élève à Harrow, Alexander Hope étudie à partir de 1837 à Cambridge, au Trinity College, où il prend part à la fondation de la Cambridge Camden Society (future Ecclesiological Society) et dont il sort Master of Arts en 1844. Il est nommé par la suite Doctor of Laws honoraire de plusieurs universités.
Membre du Parti conservateur, Beresford Hope exerce une influence notable sur l'opinion grâce au Saturday Review, un hebdomadaire qu'il a fondé en 1855, et siège à la Chambre des communes pendant près de 35 années. Élu tout d'abord dans la circonscription de Maidstone (1841-1852, 1857-1859), puis dans celle de Stoke-upon-Trent (1865-1868), il profite d'un scrutin partiel en 1868 pour se faire élire dans la circonscription de l'Université de Cambridge, où il sera réélu cinq fois. Au Parlement, il s'oppose notamment au Reform Act de 1867.
En 1880, il est nommé membre du Conseil privé.

### Intérêt pour l'architecture
Connaisseur éclairé comme son père avant lui, Beresford Hope a une prédilection particulière pour l'architecture religieuse médiévale. Il est à l'initiative de la restauration de monuments tels que la cathédrale d'Ely, l'église de Kilndown, l'église ronde du Saint-Sépulcre à Cambridge et, surtout, le St Augustine’s College de Canterbury, qu'il a acquis en 1844. Membre de la Society of Antiquaries of London et membre honoraire du Royal Institute of British Architects depuis 1850, il est élu président de cette institution en 1865. En 1880, il est élu membre de la Royal Society.
Partisan de la High Church, A. J. B. Beresford Hope a condensé ses conceptions architecturales et religieuses dans The English Cathedral of the Nineteenth Century (Londres, John Murray, 1861). Il est également à l'origine de la construction de l'église de la Toussaint de Margaret Street (1849).